# 格拉芬维森
格拉芬维森是德国巴伐利亚州的一个市镇。总面积10.20平方公里，总人口1579人，其中男性788人，女性791人（2011年12月31日），人口密度155人/平方公里。